# Proditrix
Proditrix é um gênero de mariposa pertencente à família Acrolepiidae.